# شعب المقدم (حجة)

تعديل مصدري - تعديل

شعب المقدم هي إحدى قرى عزلة خولان بمديرية حجة التابعة لمحافظة حجة، بلغ تعداد سكانها 85 نسمة حسب تعداد اليمن لعام 2004.